# Deutsche Bahn
La Deutsche Bahn (també anomenada DBAG i DB) és la companyia ferroviària alemanya, resultant de la fusió, l'any 1994, de la Deutsche Bundesbahn (ferrocarrils de l'ex-RFA), la Deutsche Reichsbahn (ferrocarrils de l'ex-RDA) i la West Berlin VdeR (ferrocarrils de Berlín Oest).